# Саприкіно (Бєлгородська область)
Саприкіно (рос. Сапрыкино) — село у Губкінському районі Бєлгородської області Російської Федерації.
Населення становить 352  особи. Входить до складу муніципального утворення Губкінський міський округ, Саприкинська територіальна адміністрація.

## Історія
Населений пункт розташований у східній частині української суцільної етнічної території — східній Слобожанщині.
Згідно із законом від 20 грудня 2004 року № 159 від у 2004—2007 роках органом місцевого самоврядування було Богословське сільське поселення.

## Населення
| 2002 | 2010 | 2011 | 2013 | 2015 | 2016 |
| ---- | ---- | ---- | ---- | ---- | ---- |
| 402  | ↗409 | ↘388 | ↘370 | ↘347 | ↗352 |